# Prunus ruiziana
Prunus ruiziana — вид квіткових рослин з родини трояндових (Rosaceae). Ареал охоплює такі країни: Перу.

## Середовище
Субпопуляції цього виду мають широкий висотний діапазон у гірських лісах на висотах 1900–2300 м; однак їхні популяції дуже розсіяні або рідкісні, а їхнє середовище існування сильно фрагментоване діяльністю людини. .